# 查爾斯·葛雷
查爾斯·葛雷（Charles Gray，1928年8月29日—2000年3月7日），英國知名演員，早期演出舞台劇為主，1957年正式踏入電影界，演出很多耳熟能詳的角色，包括007電影的大反派布洛費，2000年3月7日因罹患癌症而病逝。

## 主演電影
- 將軍之夜 The Night of the Generals (1967年)
- 007：雷霆谷 You Only Live Twice (1967年)
- 007：金鋼鑽 Diamonds Are Forever (1971年)
- 洛基恐怖秀 The Rocky Horror Picture Show (1975年)
- 休克治療 Shock Treatment (1981年)

## 外部連結
- 查爾斯·葛雷 （页面存档备份，存于）互聯網電影數據庫 （英文）